# Lista över finländska isbrytare
Detta är en lista över finländska isbrytare. 
De med fet text är fortfarande aktiva.

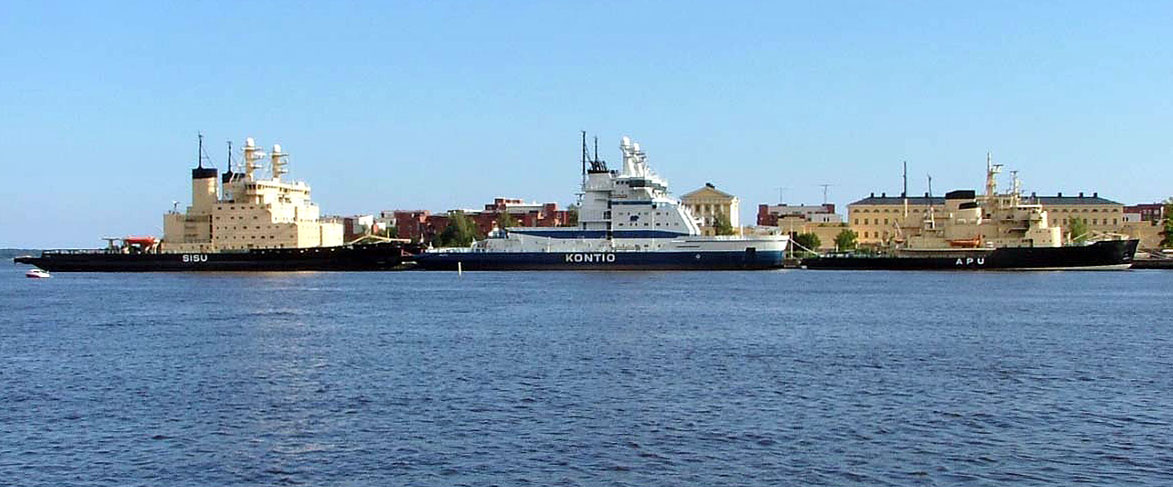
Finländska isbrytare vid Skatudden i Helsingfors

| Namn        | Byggd | Skrotad |
| ----------- | ----- | ------- |
| Apu         | 1899  | 1958    |
| Apu         | 1970  |         |
| Arppe       | 1989  |         |
| Botnica     | 1998  |         |
| Fennica     | 1993  |         |
| Hanse       | 1967  |         |
| Jääkarhu    | 1926  |         |
| Karhu       | 1958  | 1985    |
| Kontio      | 1987  |         |
| Murtaja     | 1890  | 1959    |
| Murtaja     | 1959  | 1985    |
| Nordica     | 1994  |         |
| Otso        | 1936  |         |
| Otso        | 1986  |         |
| Polaris     | 2015  |         |
| Sampo       | 1898  | 1960    |
| Sampo       | 1960  | 1985    |
| Sisu        | 1939  | 1986    |
| Sisu        | 1976  |         |
| Tarmo       | 1907  | 1970    |
| Tarmo       | 1963  | 1993    |
| Teuvo       | 1975  |         |
| Turso       | 1949  |         |
| Urho        | 1975  |         |
| Varma       | 1968  | 1993    |
| Voima       | 1916  | 1971    |
| Voima       | 1954  |         |
| Väinämöinen | 1914  |         |